# Jennifer Hermoso

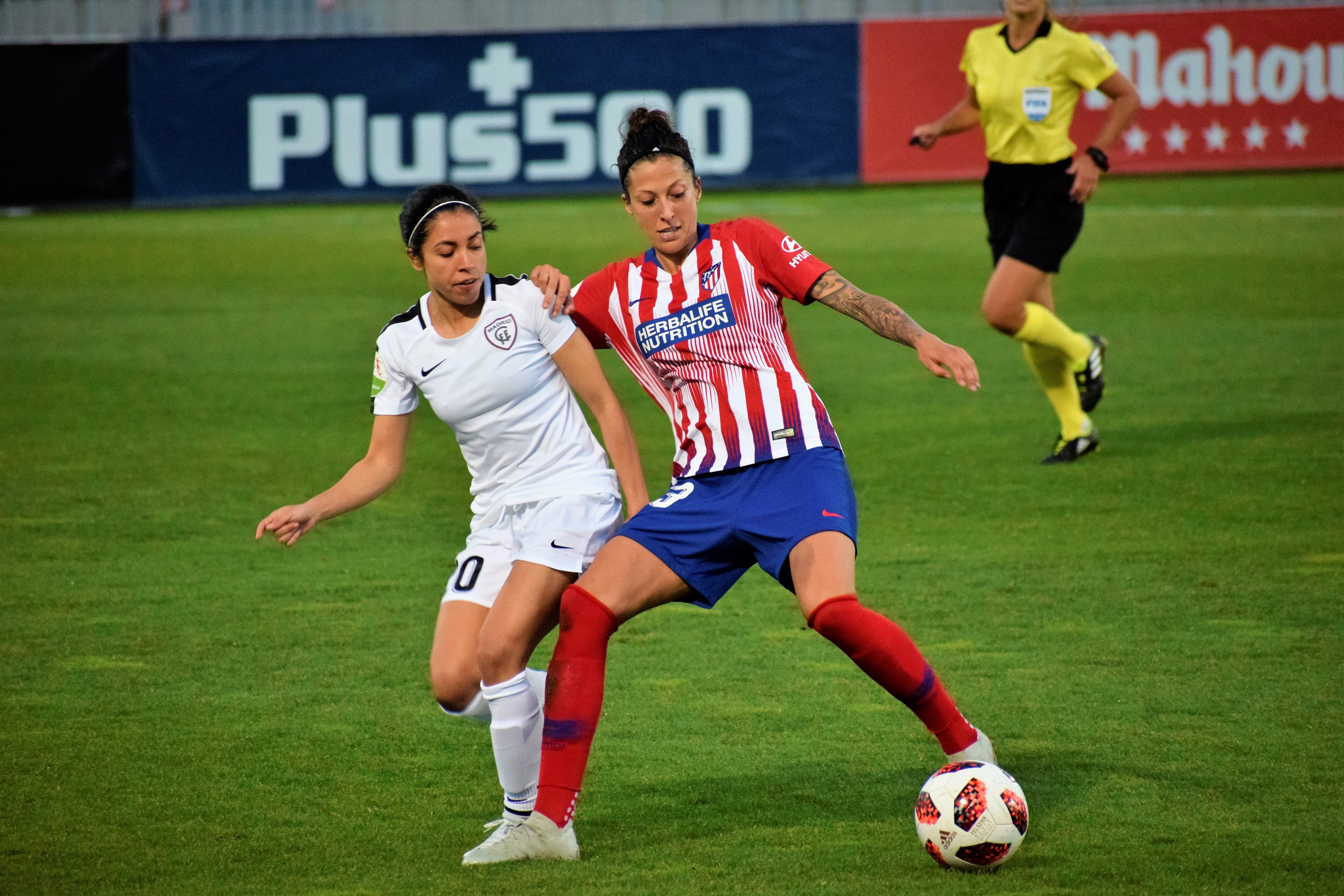
Jennifer Hermoso spelar en ligamatch mot Madrid CFF. 2018

Jennifer "Jenni" Hermoso Fuentes, född 9 maj 1990 i Madrid, är en spansk fotbollsspelare (anfallare) som spelar i Atlético Madrid. Hon har tidigare spelat för franska Paris Saint-Germain, svenska Tyresö FF och spanska FC Barcelona.
Hermoso har även representerat det spanska fotbollslandslaget, bland annat i Europamästerskapet i Nederländerna år 2017. I kvalet till turneringen gjorde hon fyra mål på åtta spelade matcher. I turneringen spelade hon i samtliga Spaniens matcher där laget dock slogs ut av Österrike i kvartsfinalen efter straffläggning. Jennifer Hermoso var också en del av den spanska truppen i VM i Kanada år 2015. Hon fick speltid i en av landets matcher i turneringen, då Spanien spelade 1-1 mot Costa Rica.
Hon blev tvåmålsskytt i 3-1-segern mot Sydafrika i VM i Frankrike år 2019. Båda målen tillkom på straffsparkar. Matchen blev historisk då det var den första segern för Spanien i ett världsmästerskap.

## VM-kyssen
Efter VM-finalen 2023 under medaljutdelningen, kysstes hon på läpparna av Luis Rubiales, presidenten för Kungliga Spanska Fotbollsfurbundet (RFEF). 
Efter att Hermoso kommenterade i en livestream på Instagram att hon "inte gillade" handlingen, mötte Rubiales ett omfattande fördömande, inklusive från Spaniens premiärminister Pedro Sánchez. 
Den 23 augusti, tre dagar efter VM-finalen, utfärdade Hermoso ett gemensamt uttalande med det spanska fotbollsspelarförbundet, där hon förespråkade "åtgärder för att skydda spelarna mot handlingar som vi anser är oacceptabla".
I en solidaritetsuppvisning undertecknade 53 spanska spelare, bl.a. alla 23 medlemmar i VM-truppen 2023, ett brev som stöder Hermoso. De lovade också att inte spela för Spaniens landslag tills det skett förändringar i ledningen för RFEF.
Idrottsrådet i Spanien började en utredning, och under tiden blev Rubiales avstängd av FIFA i 90 dagar, och både han och det spanska fotbollsförbundet förbjöds att ta kontakt med Hermoso. 
I september 2023 berättade Luis Rubiales i en intervju med den brittiske journalisten Piers Morgan, att han tänker avgå som ordförande för Spanska Fotbollsförbundet. I ett inlägg på X (tidigare Twitter), skriver Rubiales att han även tänker avgå som vice ordförande i Uefa. 
Den 30 oktober 2023 meddelade FIFA att Luis Rubiales är avstängd från alla fotbollsaktivitet på nationell och internationell nivå under tre år.  